# Cantó de Bourmont
El cantó de Bourmont és un cantó francès del departament de l'Alt Marne, situat al districte de Chaumont. Té 25 municipis i el cap és Bourmont.

## Municipis
- Bourg-Sainte-Marie
- Bourmont
- Brainville-sur-Meuse
- Champigneulles-en-Bassigny
- Chaumont-la-Ville
- Clinchamp
- Doncourt-sur-Meuse
- Germainvilliers
- Goncourt
- Graffigny-Chemin
- Hâcourt
- Harréville-les-Chanteurs
- Huilliécourt
- Illoud
- Levécourt
- Malaincourt-sur-Meuse
- Nijon
- Outremécourt
- Ozières
- Romain-sur-Meuse
- Saint-Thiébault
- Sommerécourt
- Soulaucourt-sur-Mouzon
- Vaudrecourt
- Vroncourt-la-Côte

## Història
| Data d'elecció                           | Identitat    | Partit               | Qualitat |
| ---------------------------------------- | ------------ | -------------------- | -------- |
| 1945-1987                                | Raymond Boin | radical, després UDF |          |
| 1987-                                    | André Deguis | PS                   |          |
| les dades anteriors no són pas conegudes |              |                      |          |
|                                          |              |                      |          |

## Demografia
| A partir de 1990: Població sense dobles comptes |